# Südwestliches Rothörnchen
Das Südwestliche Rothörnchen (Tamiasciurus fremonti; Synonym: Tamiasciurus hudsonicus fremonti) ist eine Art der Rothörnchen (Tamiasciurus) innerhalb der Hörnchen (Sciuridae). Es lebt in den zentralen Vereinigten Staaten östlich der Rocky Mountains. Die Art wurde lange als Unterart des Gemeinen Rothörnchens (Tamiasciurus hudsonicus) betrachtet, gilt allerdings heute als eigenständige Art.

## Merkmale
Das Südwestliche Rothörnchen erreicht eine Kopf-Rumpf-Länge von 19,4 bis etwa 21,9 Zentimetern sowie eine Schwanzlänge von 10,4 bis 14,6 Zentimetern bei einem Gewicht von durchschnittlich 220 bis 240 Gramm. Das Fell ist rötlich-braun bis oliv-grau mit einem hellen bis blassen rötlichen Band, das vor allem bei den oliv-grauen Individuen auffällig ausgebildet ist. Die Bauchseite ist weiß bis cremeweiß und gegenüber der Rückenseite durch einen kohlschwarzen Streifen an den Körperseiten abgegrenzt. Die Augen sind in der Regel von einem weißen bis sandfarbenen Augenring umgeben und auch die Schnauze und das Kinn sind weiß bis sandfarben. Im Winter können die Ohren schwarze Ohrbüschel aufweisen, und es sind häufig auch helle Flecken hinter den Ohren ausgebildet. Der Schwanz entspricht in der Färbung dem Rücken mit einzelnen weißen bis cremeweißen Haaren; die Schwanzunterseite ist meist rot.
Der Karyotyp besteht aus einem Chromosomensatz von 2n=46 Chromosomen.

## Verbreitung
Das Südwestliche Rothörnchen kommt in vier Unterarten in den zentralen Vereinigten Staaten östlich der Rocky Mountains vor. Das Verbreitungsgebiet erstreckt sich vom Osten von Colorado und dem Südosten von Utah über Arizona bis nach New Mexico und Texas.

## Lebensweise
Die Art lebt in Nadel- und Mischwäldern, die von Kiefern, Fichten und Tannen dominiert werden und ein geschlossenes Kronendach aufweisen. In einigen Gebieten kommen die Tiere auch in offenen Parklandschaften, Sekundärwäldern sowie in urbanen und suburbanen Bereichen mit hohen Bäumen vor.
Das Südwestliche Rothörnchen ist tagaktiv mit einem Aktivitätsmaximum um die Mittagszeit. Es ist zudem das gesamte Jahr aktiv und legt im Winter nur bei extremen Wetterbedingungen kurze Ruhephasen ein. Wie die meisten Baumhörnchen ernährt es sich primär von verschiedenen Samen (granivor). Als opportunistisch omnivores Tier frisst es allerdings auch andere Pflanzenteile wie Knospen, Blüten und Früchte, daneben tierische Nahrung wie Insekten, Vogeleier und Nestlinge sowie Aas. Zudem werden vor allem im Spätsommer häufig oberirdische und unterirdische Pilze gefressen. Die Tiere sammeln Zapfen und Samen und legen Lager im Bereich großer Bäume, unter Ästen, im Streu und im Boden an, die als Wintervorrat dienen. Sie sind wenig sozial und verteidigen ihre Territorien als Reviere gegen Artgenossen. Die Reviere haben in der Regel eine Ausdehnung von weniger als einem Hektar, können jedoch je nach Ressourcen und Bestandsdichten auch deutlich kleiner oder auch größer sein. In den meisten Habitaten liegt die Bestandsdichte dadurch bei 0,8 bis 1,3 Individuen pro Hektar. Die Verteidigung besteht meist aus aggressiven Lauten, Posing und dem Aufstampfen der Füße; sehr selten kommt es zu Kämpfen zwischen den Tieren. Im Winter kommt es vor, dass einzelne erwachsene Tiere, meist Weibchen, sich ein Nest teilen. Seine Alarmrufe, etwa bei Bedrohungen durch potenzielle Fressfeinde, bestehen aus Serien lauter und hoher Rufe.
Die Tiere bauen Nester im Geäst der Bäume, in Baumhöhlen und seltener auch in verlassenen Tierbauen, in denen sie ihre Jungtiere aufziehen. Die Weibchen haben eine sehr kurze Paarungszeit nach dem Eisprung, in der sie sich mit mehreren Männchen verpaaren. Sie bekommen in der Regel einen Wurf, seltener zwei, pro Jahr und gebären in der Regel 2 bis 4 Jungtiere. Die Jungtiere verlassen nach etwa 7 bis 8 Wochen zum ersten Mal das Nest und werden von der Mutter etwa 14 Wochen gesäugt. Einige Wochen nach der Entwöhnung verlassen sie die Mutter und verteilen sich.

## Systematik
Das Südwestliche Rothörnchen wird als eigenständige Art innerhalb der Gattung der Rothörnchen (Tamasciurus) eingeordnet, die aus etwa drei Arten besteht. Die wissenschaftliche Erstbeschreibung der Art stammt von den amerikanischen Naturforschern John James Audubon und John Bachman aus dem Jahr 1853 aus den Rocky Mountains ohne konkrete Fundortangabe. Die Art wird teilweise als Unterart des Gemeinen Rothörnchens (Tamiasciurus hudsonicus) betrachtet und somit als Tamiasciurus hudsonicus fremonti, gilt allerdings heute als eigenständige Art.
Innerhalb der Art werden mit der Nominatform vier Unterarten unterschieden:
- Tamasciurus fremonti fremonti Audubon & Bachman, 1853: Nominatform; kommt im Osten von Colorado und im Südosten von Utah vor.
- Tamasciurus fremonti grahamensis J.A. Allen, 1894: kommt am Mount Graham im Südosten von Arizona vor.
- Tamasciurus fremonti lychnuchus Stone & Rehn, 1903: kommt im zentralen und südöstlichen New Mexico und im Norden von Texas vor.
- Tamasciurus fremonti mogollonensis Mearns, 1890: kommt im zentralen, nördlichen und westlichen Arizona vor.

## Status, Bedrohung und Schutz
Das Südwestliche Rothörnchen wird von der International Union for Conservation of Nature and Natural Resources (IUCN) nicht als eigenständige Art geführt (Stand April 2020). Die Tiere sind vor allem im nördlichen Teil ihres Verbreitungsgebietes vergleichsweise häufig, im südlichen Teil seltener und in der Regel aufgrund der fragmentierten Lebensräume verinselt und isoliert. Sie reagieren auf Fragmentierung durch Straßen und Waldrodungen in der Regel mit einem Rückzug, zudem stellen in trockenen Wäldern Waldbrände eine Bedrohung der Populationen dar.
Die Unterart Tamasciurus fremonti grahamensis kommt nur am Mount Graham im Südosten von Arizona vor, und man geht von einem Bestand von weniger als 300 Individuen aus.

## Belege
1. 1 2 3 4 5 6 7 8 9 10 11 12  J.L. Koprowski, E.A. Goldstein, K.R. Bennett, C. Pereira Mendes: Fremont's Squirrel Tamiasciurus fremonti. In: Don E. Wilson, T.E. Lacher, Jr., Russell A. Mittermeier (Hrsg.): Handbook of the Mammals of the World: Lagomorphs and Rodents 1. (HMW, Band 6) Lynx Edicions, Barcelona 2016, S. 740, ISBN 978-84-941892-3-4.
2. 1 2 3  Tamiasciurus hudsonicus fremonti. In: Don E. Wilson, DeeAnn M. Reeder (Hrsg.): Mammal Species of the World. A taxonomic and geographic Reference. 2 Bände. 3. Auflage. Johns Hopkins University Press, Baltimore MD 2005, ISBN 0-8018-8221-4.
3. ↑  Richard W. Thorington Jr., John L. Koprowski, Michael A. Steele: Squirrels of the World. Johns Hopkins University Press, Baltimore MD 2012; S. 80–83. ISBN 978-1-4214-0469-1